# Mikel González Martínez
Mikel González Martínez (ur. 24 września 1985 w Mondragón) – piłkarz hiszpański narodowości baskijskiej, grający na pozycji środkowego obrońcy. Jest wychowankiem klubu Real Sociedad.

## Kariera klubowa
Karierę piłkarską González rozpoczął w klubie Real Sociedad z miasta San Sebastián. W 2003 roku stał się członkiem rezerw Realu. W latach 2003–2006 grał w ich barwach w rozgrywkach Segunda División B. W 2005 roku awansował do kadry pierwszego zespołu Realu. W Primera División zadebiutował 17 września 2005 w przegranym 2:5 wyjazdowym meczu z Mallorką. 5 lutego 2006 w domowym spotkaniu z Mallorką (2:1) strzelił swojego pierwszego gola w pierwszej lidze Hiszpanii. Na koniec sezonu 2006/2007 spadł z Realem do Segunda División i na tym szczeblu rozgrywek grał przez kolejne trzy sezony. W 2010 roku González z Realem powrócił do Primera División, po tym jak klub z San Sebastián wywalczył mistrzostwo Segunda División.
| Sezon   | Klub            | Kraj      | Rozgrywki          | Mecze | Bramki |
| ------- | --------------- | --------- | ------------------ | ----- | ------ |
| 2003/04 | Real Sociedad B | Hiszpania | Segunda División B | ?     | ?      |
| 2004/05 | Real Sociedad B | Hiszpania | Segunda División B | ?     | ?      |
| 2005/06 | Real Sociedad   | Hiszpania | Primera División   | 5     | 1      |
| 2005/06 | Real Sociedad B | Hiszpania | Segunda División B | ?     | ?      |
| 2006/07 | Real Sociedad   | Hiszpania | Primera División   | 19    | 0      |
| 2007/08 | Real Sociedad   | Hiszpania | Segunda División   | 32    | 0      |
| 2008/09 | Real Sociedad   | Hiszpania | Segunda División   | 26    | 0      |
| 2009/10 | Real Sociedad   | Hiszpania | Segunda División   | 35    | 2      |
| 2010/11 | Real Sociedad   | Hiszpania | Primera División   | 32    | 0      |
| 2011/12 | Real Sociedad   | Hiszpania | Primera División   | 28    | 1      |
| 2012/13 | Real Sociedad   | Hiszpania | Primera División   | 34    | 2      |
| 2013/14 | Real Sociedad   | Hiszpania | Primera División   | 21    | 0      |
| 2014/15 | Real Sociedad   | Hiszpania | Primera División   | 16    | 0      |
| 2015/16 | Real Sociedad   | Hiszpania | Primera División   | 19    | 0      |
| 2016/17 | Real Sociedad   | Hiszpania | Primera División   | 9     | 0      |